# EIKI

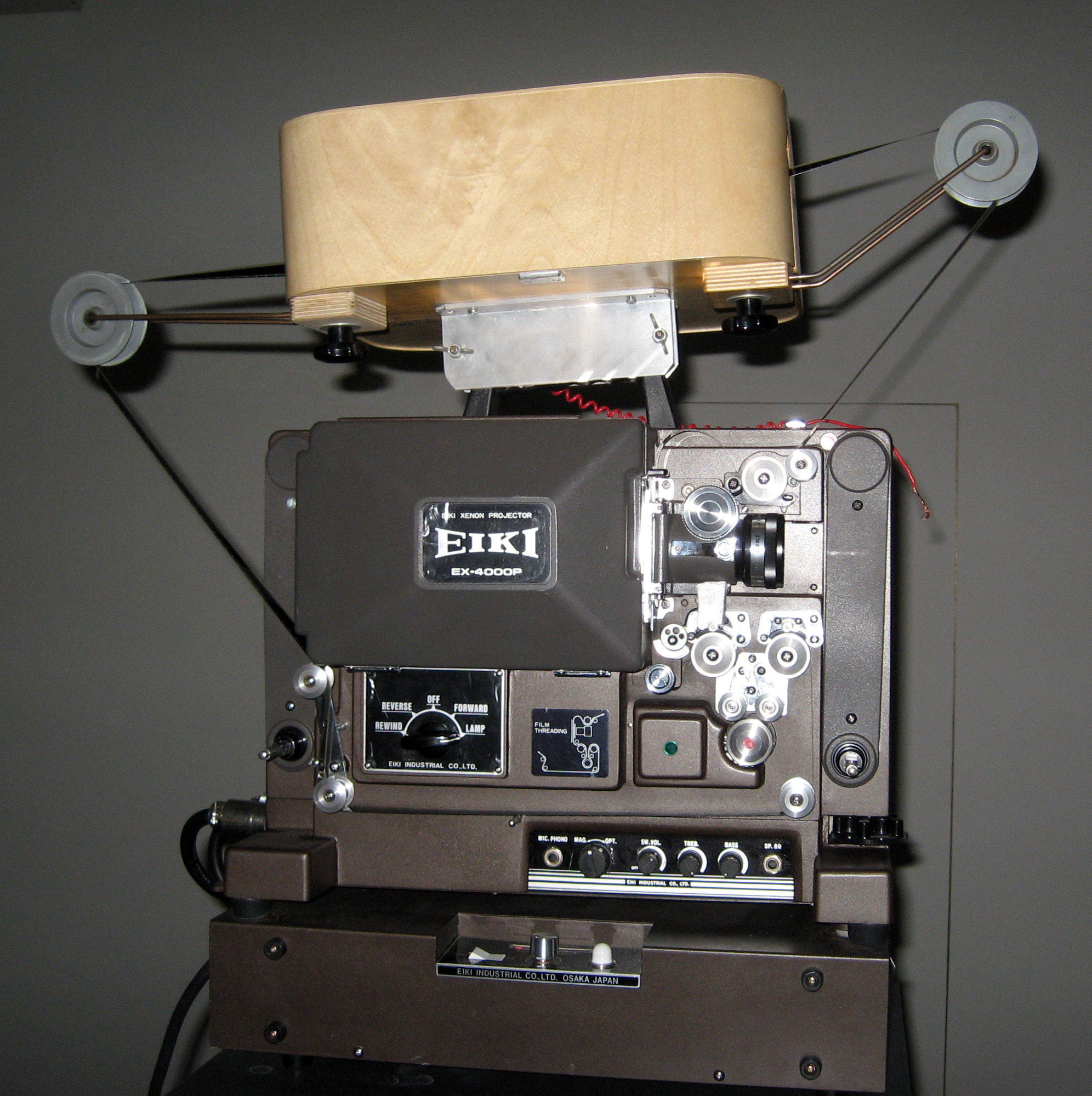
An EIKI EX-4000P movie projector with a filmlooper desgned by Studio 2M

EIKI International, Inc. (яп. 映機工業株式会社, Eiki Kōgyō Kabushiki-gaisha) (Parent Company Name: Eiki Industrial Co., Ltd.) — японская компания, производящая LCD- и DLP- проекторы, сопутствующие товары, а также оверхед-проекторы.

## История
Компания EIKI была основана 1953 в Осаке, Япония четырьмя сооснователями (M. Matsuura, S. Yagi, K. Sekino & Y. Minagawa). Название EIKI происходит от японского слова «EIshaKI» означающего проектор.
В 1974, EIKI открывает EIKI International, Inc., своё представительство в США, в Laguna Niguel, CA.
EIKI является также одним из первых производителей LCD-проекторов. В 2013, EIKI Industrial Co., Ltd. отметила свой 60 юбилей.